# Christian Bérard

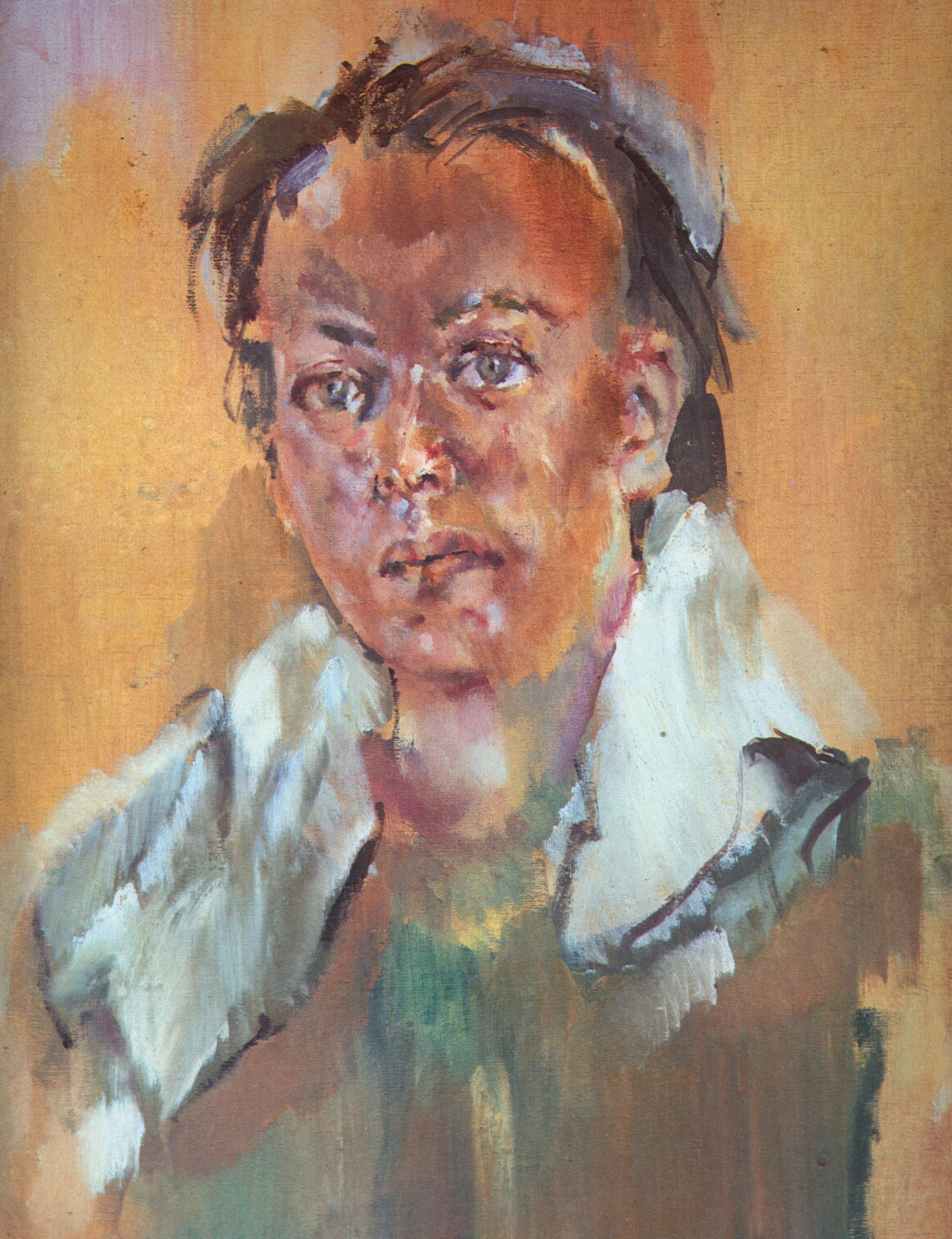
Selbstporträt (1948)

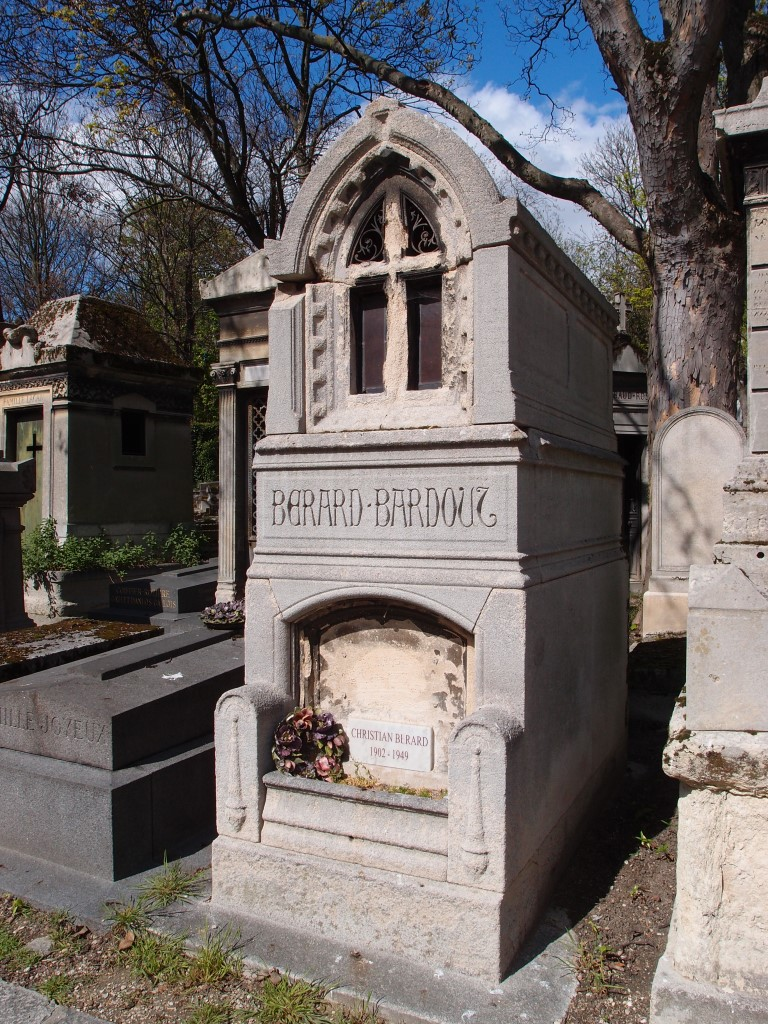
Grab von Christian Bérard auf dem Cimetière du Père-Lachaise in Paris

Christian Bérard, auch genannt Bébé (* 20. August 1902 in Paris; † 13. Februar 1949 ebenda) war ein französischer Künstler, Illustrator und Designer.

## Leben
Christian Bérard besuchte das Gymnasium Lycée Janson de Sailly und studierte Anfang der 1920er Jahre an der Académie Ranson, unter Édouard Vuillard und Maurice Denis. In der Pariser Galerie Pierre stellte Bérard 1925 erstmals seine Bilder aus. 
Zu Beginn seiner Karriere hatte er ein Interesse Theaterdekorationen und Kostüme zu entwerfen – in den 1930er und 1940er Jahren spielten Bérard und Jean-Michel Frank (1895–1941) eine wichtige Rolle in der Entwicklung des französischen Theater-Designs. Er arbeitete auch als Modedesigner für Coco Chanel, Elsa Schiaparelli und Nina Ricci. Bérards renommierteste Errungenschaft waren wahrscheinlich seine Entwürfe für Jean Cocteaus Film La Belle et la Bête (1946).
Zusammen mit seinem Lebensgefährten Boris Jewgenjewitsch Kochno (1904–1990), dem russischen Dichter, Tänzer und Librettisten, gehörte Bérard nach dem Zweiten Weltkrieg zu den Mitbegründern des Ballet des Champs-Élysées. Christian Bérard starb unerwartet auf der Bühne des Théâtre de Marigny.
| Personendaten    | Personendaten                                    |
| ---------------- | ------------------------------------------------ |
| NAME             | Bérard, Christian                                |
| ALTERNATIVNAMEN  | Bébé                                             |
| KURZBESCHREIBUNG | französischer Künstler, Illustrator und Designer |
| GEBURTSDATUM     | 20. August 1902                                  |
| GEBURTSORT       | Paris                                            |
| STERBEDATUM      | 13. Februar 1949                                 |
| STERBEORT        | Paris                                            |